# Awaran
Awaran (en idioma urdú: آواران) es la capital del distrito de Awaran, en la provincia de Baluchistán, en Pakistán. Además de la capital del distrito, la ciudad es la sede central del tehsil y del Consejo de la Unión.
El 24 de septiembre de 2013 ocurrió un terremoto de magnitud 7.7 con epicentro a unos 66 kilómetros al norte-noreste de la ciudad, que se sintió (además de Pakistán) en India, Omán, Irán y Emiratos Árabes Unidos. Dejó un saldo de 265 muertos y cientos de heridos. También ocurrieron decenas de réplicas.